# Anna-Karin Kammerling
Anna-Karin Kammerling (* 19. Oktober 1980 in Malmö) ist eine ehemalige schwedische Schwimmerin.
Ihre stärkste Strecke sind die 50 m Schmetterling, auf der sie drei Mal Europameisterin wurde und aktuell auch den Weltrekord hält. Außerdem gewann sie mit der schwedischen Staffel bei den Olympischen Spielen 2000 in Sydney die Bronzemedaille über 4 × 100 m Freistil.
Nach den Olympischen Sommerspielen 2008 in Peking, wo Kammerling über 50 Meter Freistil den 22. Gesamtrang belegte, erklärte sie im Alter von 28 Jahren ihren Rücktritt als aktive Leistungssportlerin.